# Laurean Rugambwa
Laurean Rugambwa (Bukongo, Tanganica, 12 de julio de 1912 - Dar es-Salam, Tanzania, 8 de diciembre de 1997) fue un cardenal tanzano de la Iglesia católica del siglo XX, creado por el papa Juan XXIII. Fue el primer cardenal de  Tanganica (actualmente Tanzania) y el primer cardenal de raza negra y nacido en África.

## Biografía
Rugambwa nació el 12 de julio de 1912 en Bukongo, en la diócesis de Bukoba, en Tanganica (en la actual Tanzania). Sus padres fueron aún paganos en el momento de su nacimiento: su padre provenía de una familia de jefes tribales de un clan. Su apellido, Rugambwa, significa «futura celebridad». Tenía siete años cuando su padre se convirtió al cristianismo; su madre se convirtió poco después. Él mismo fue bautizado a los ocho años el 19 de marzo de 1921 bajo el nombre de «Laurean».
Laurean Rugambwa fue a la escuela de la misión de Rutabo, de los Padres blancos. Aprendió a leer y a escribir su dialecto natal, al mismo tiempo que el inglés, el latín, el italiano y el suajili. Luego entró al seminario mayor de Katigondo, en Uganda, y continuó sus estudios en Roma donde obtuvo un doctorado en derecho canónico.
Fue ordenado sacerdote a los 31 años el 12 de diciembre de 1943.
En 1946 fue nombrado vicario apostólico de la Baja Rugera con el título de obispo titular de Febiana, y ordenado obispo el 10 de febrero de 1952.
Fue nombrado para encabezar la diócesis de Rutabo en marzo de 1953. Fue el fundador de los hospitales de Rubya y Mugana, del seminario mayor de Ntungamo, y de una orden religiosa para mujeres, las «Pequeñas hermanas de San Francisco de Asís»[cita requerida].
El papa Juan XXIII lo nombró cardenal en el consistorio del 28 de marzo de 1960. Fue transferido para encabezar la diócesis de Bukoba el 21 de junio de ese mismo año. En diciembre de 1968 fue nombrado arzobispo de Dar es-Salam. Fue padre conciliar en las cuatro sesiones del Concilio Vaticano II (1962-1965) y participó en el cónclave de 1963 (elección de Pablo VI), en el cónclave de agosto de 1978 (elección de Juan Pablo I) y de octubre de 1978 (elección de Juan Pablo II).
Falleció el 8 de diciembre de 1997 a los 85 años en Dar es-Salam, Tanzania. Fue enterrado en Kashozi. Su cuerpo fue exhumado en ocasión del centenario de su nacimiento y colocado en la catedral Mater Misericordiæ de Bukoba.